# Чередниченко-Москаленко Сергій Юрійович
Сергі́й Ю́рійович Чередниче́нко-Москале́нко — солдат Збройних сил України, учасник російсько-української війни.

## Короткий життєпис
Командир відділення, 30-та окрема механізована бригада.
16 травня 2015-го загинув у бою з російськими збройними формуваннями під час обстрілу поблизу смт Луганського. Тоді ж загинув лейтенант Олександр Закерничний.
Без Сергія залишились дружина та двоє дітей.
Похований в Харкові.

### Нагороди
За особисту мужність і героїзм, виявлені у захисті державного суверенітету та територіальної цілісності України, вірність військовій присязі під час російсько-української війни, відзначений — нагороджений
- 13 серпня 2015 року — орденом «За мужність» III ступеня (посмертно).